# Wynigen

Luftbild von Walter Mittelholzer (1922)

Wynigen [ˈʋiːniɡən] ist eine Einwohnergemeinde im Schweizer Kanton Bern. Sie gehört zum Verwaltungskreis Emmental.

## Geographie
Die Gemeinde liegt nordöstlich von Burgdorf an der Grenze zwischen dem Emmental und dem Oberaargau im Tal der Önz, von der im Dorf Wynigen der Wynigenbach abzweigt. Mit einem Gebiet von über 2800 ha (ca. 1660 ha landwirtschaftliche Nutzfläche und 985 ha Wald) ist sie die flächenmässig grösste der 24 Gemeinden im ehemaligen Amtsbezirk Burgdorf.

## Bevölkerung
| Bevölkerungsentwicklung | Bevölkerungsentwicklung | Bevölkerungsentwicklung | Bevölkerungsentwicklung | Bevölkerungsentwicklung | Bevölkerungsentwicklung | Bevölkerungsentwicklung | Bevölkerungsentwicklung |
| ----------------------- | ----------------------- | ----------------------- | ----------------------- | ----------------------- | ----------------------- | ----------------------- | ----------------------- |
| Jahr                    | 1850                    | 1880                    | 1900                    | 1920                    | 1941                    | 1960                    |                         |
| Einwohner               | 2'897                   | 3'085                   | 2'735                   | 2'509                   | 2'345                   | 2'218                   |                         |
|                         |                         |                         |                         |                         |                         |                         |                         |
| Jahr                    | 1990                    | 2000                    | 2004                    | 2010                    | 2015                    | 2023                    |                         |
| Einwohner               | 1'854                   | 2'009                   | 2'057                   | 2'034                   | 2'011                   | 2085                    |                         |

## Geschichte
1185 wird Wynigen erstmals urkundlich erwähnt. Im Mittelalter war das Dorf den Herren von Grimmenstein unterstellt und geriet am 3. März 1497 an die Stadt Bern. 1653 war es ein Schauplatz des Schweizer Bauernkrieges. Im Jahre 1887 wurde die bis dahin selbstständige Gemeinde Brechershäusern mit Wynigen fusioniert. Im Jahre 1911 wurde die Fusion mit Bickigen-Schwanden rechtskräftig.

## Politik
Gemeindepräsidentin ist Sandra Sommer (FDP).
Die Stimmenanteile der Parteien anlässlich der Nationalratswahl 2023 betrugen: SVP 48,2 % (+1,1 %), SP 12,4 % (+3,9 %), Mitte 7,8 % (−4,4 %), EVP 7,2 % (+1,3 %), glp 6,9 % (+1,3 %), EDU 5,6 % (+2,2 %), GPS 4,1 % (−2,6 %), FDP 4,0 % (−1,7 %).

## Wirtschaft und Infrastruktur

### Wirtschaft
In Wynigen sind mehrere Gewerbebetriebe tätig.

### Verkehr
Strassenverkehr:
Wynigen ist per Kantonsstrasse mit Kirchberg und der Autobahn A1 verbunden. Des Weiteren wird das Dorf mit zwei Buslinien nach Burgdorf und Herzogenbuchsee erschlossen, welche sich am Bahnhof Wynigen treffen und auf die Züge abgestimmt sind.
Bahnverkehr:
Wynigen besitzt eine Haltestelle an der Altstrecke zwischen Olten und Bern und wird stündlich von InterRegio-Zügen der Relation Olten–Bern bedient. Da diese Zugverbindung trotz der eher geringen Distanz seit Fahrplanwechsel im Dezember 2020 zum Fernverkehr gezählt wird und Wynigen von keinen S-Bahn- und sonstigen Regionalzügen bedient wird, ist der Wyniger Bahnhof neben demjenigen des Genfer Flughafens und Herzogenbuchsee einer der wenigen reinen Fernverkehrsbahnhöfe der Schweiz.

## Sehenswürdigkeiten
Die reformierte Kirche ist im Kern mittelalterlich und wurde 1671 von Abraham Dünz erneuert. Sie besitzt einen romanischen Turm und im Innern eine spätgotische Leistendecke sowie barocke Grisaillemalereien. In dieser Kirche wurden 1833 der Dichterpfarrer Jeremias Gotthelf und seine Frau Henriette Bitzius-Zeender von Gotthelfs Freund und Amtsbruder Gabriel Farschon getraut. Neben der Kirche steht das Pfarrhaus von 1630 mit spätgotisch bemalten Fenstern. Der Bauernhof in Brechershäusern wurde in den Gotthelf-Verfilmungen Uli der Knecht und Uli der Pächter als Glungge-Hof bekannt.

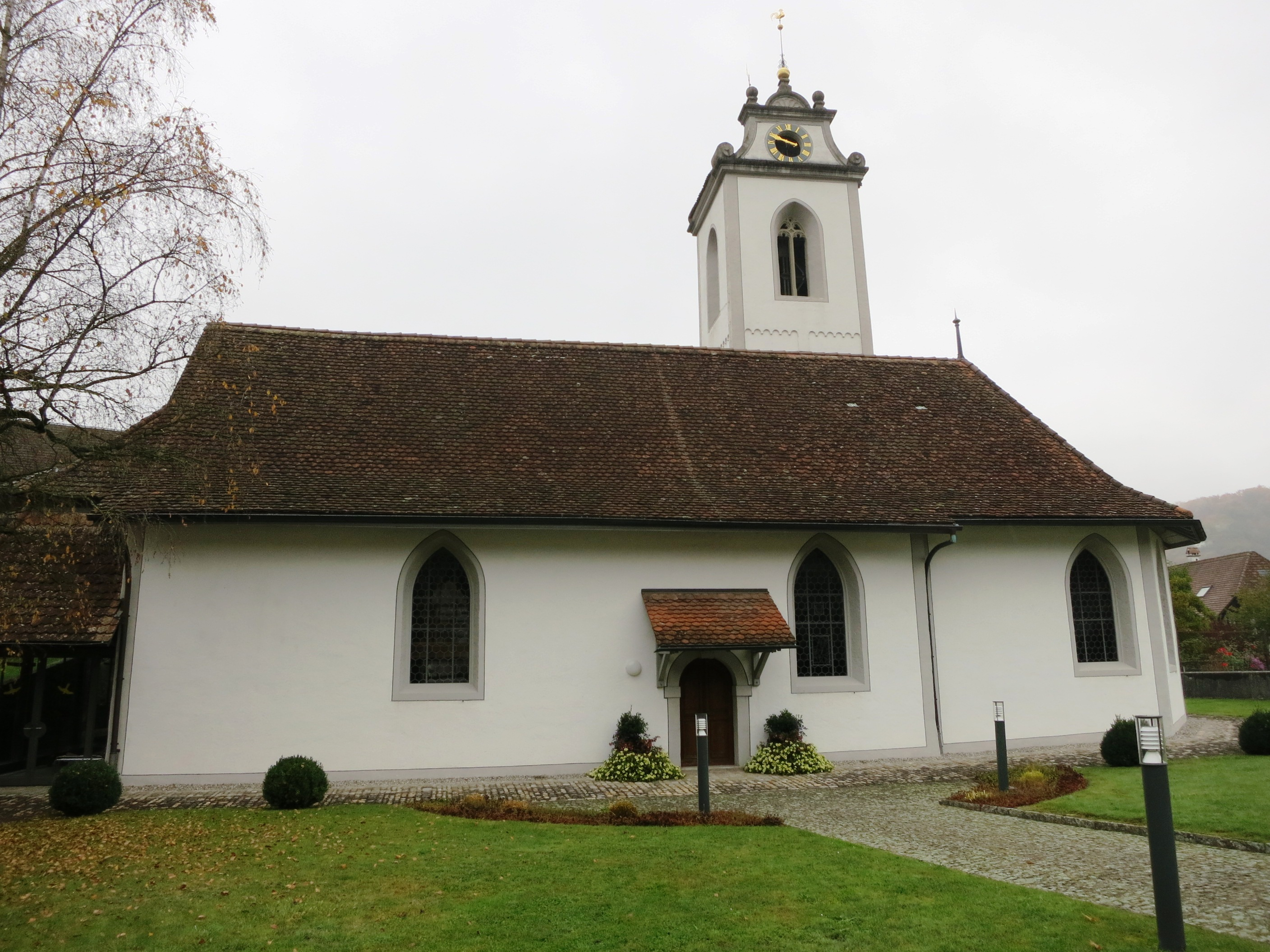
Reformierte Kirche
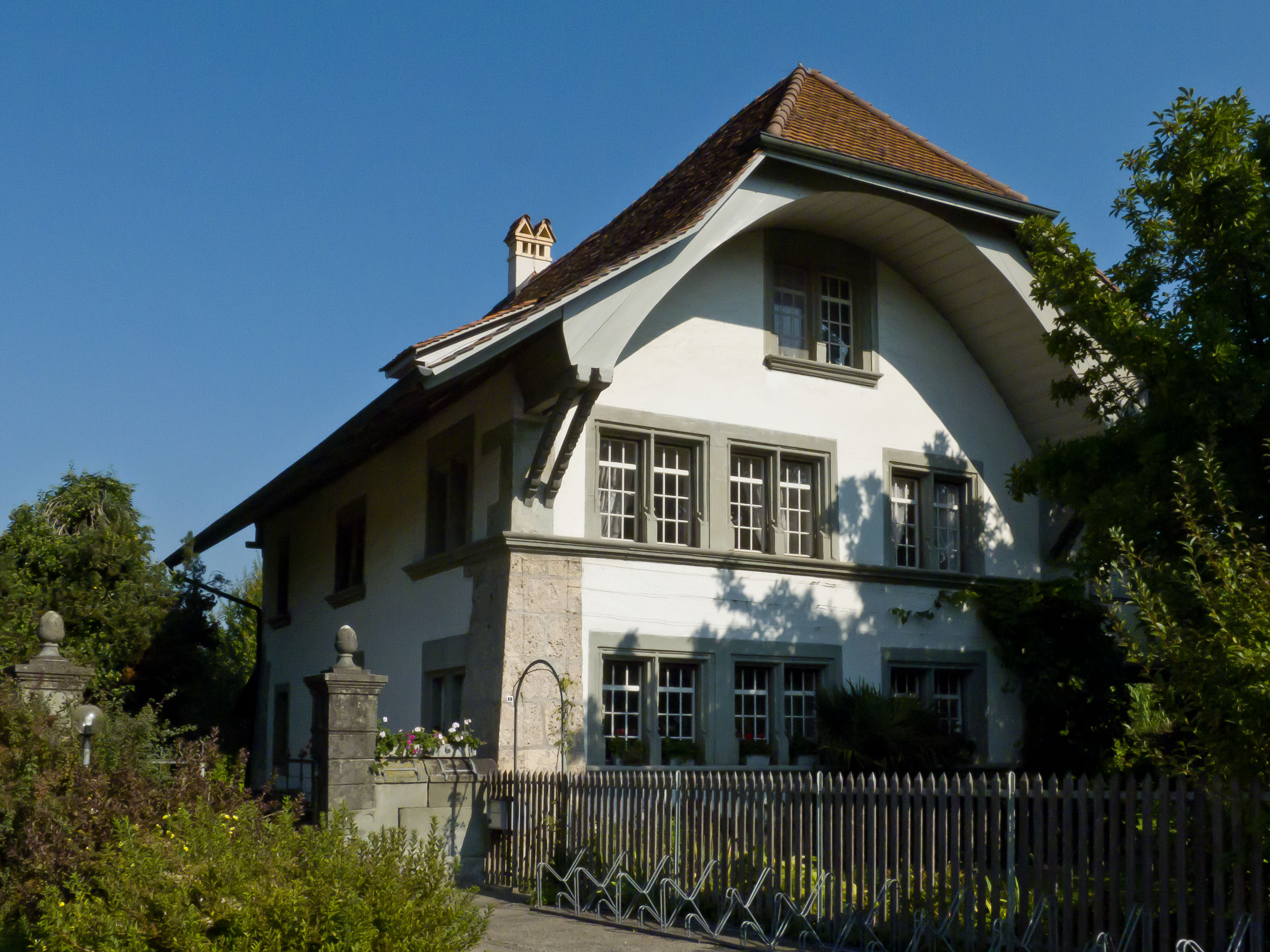
Pfarrhaus
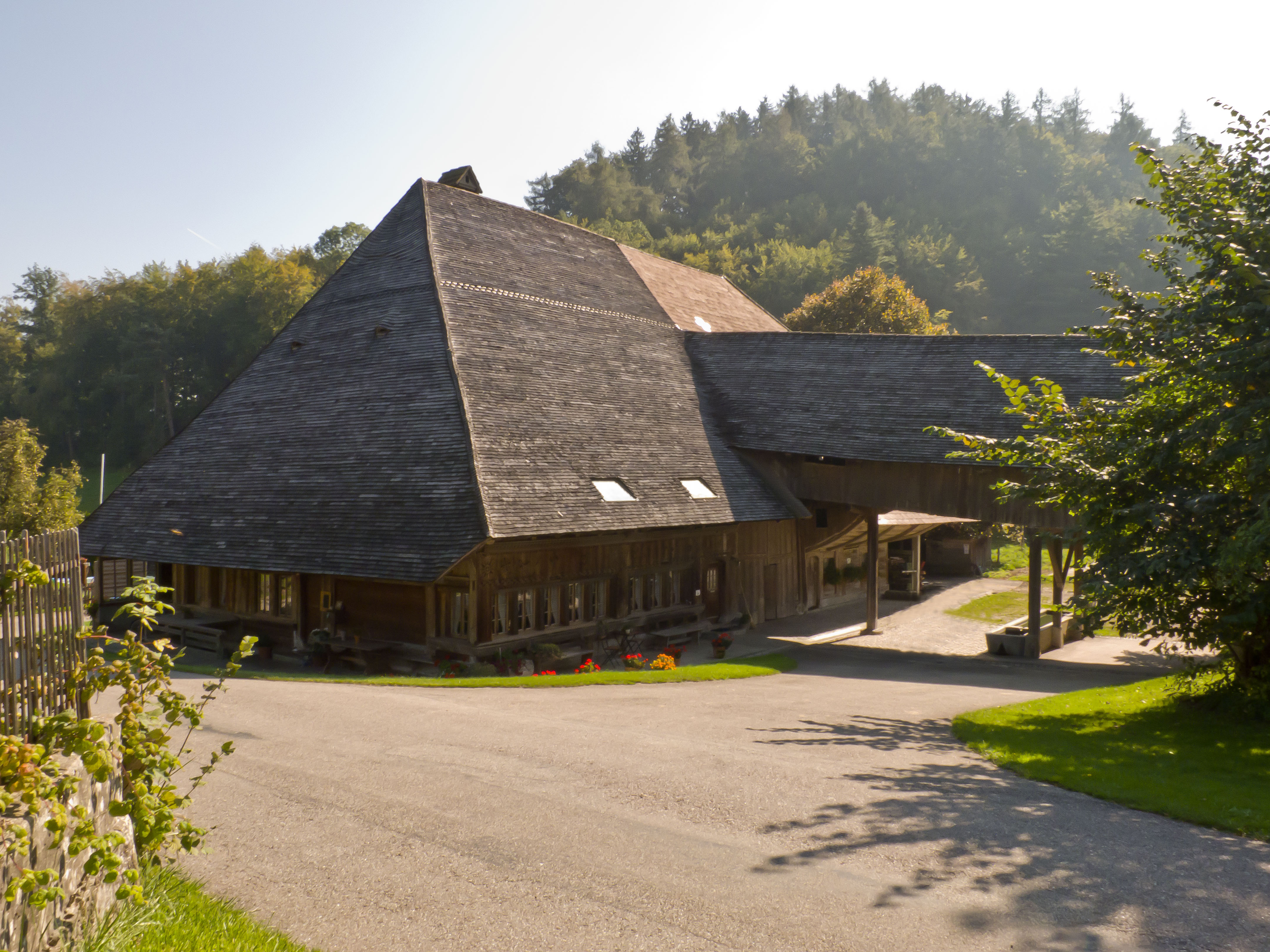
Bauernhof Glungge in Brechershäusern
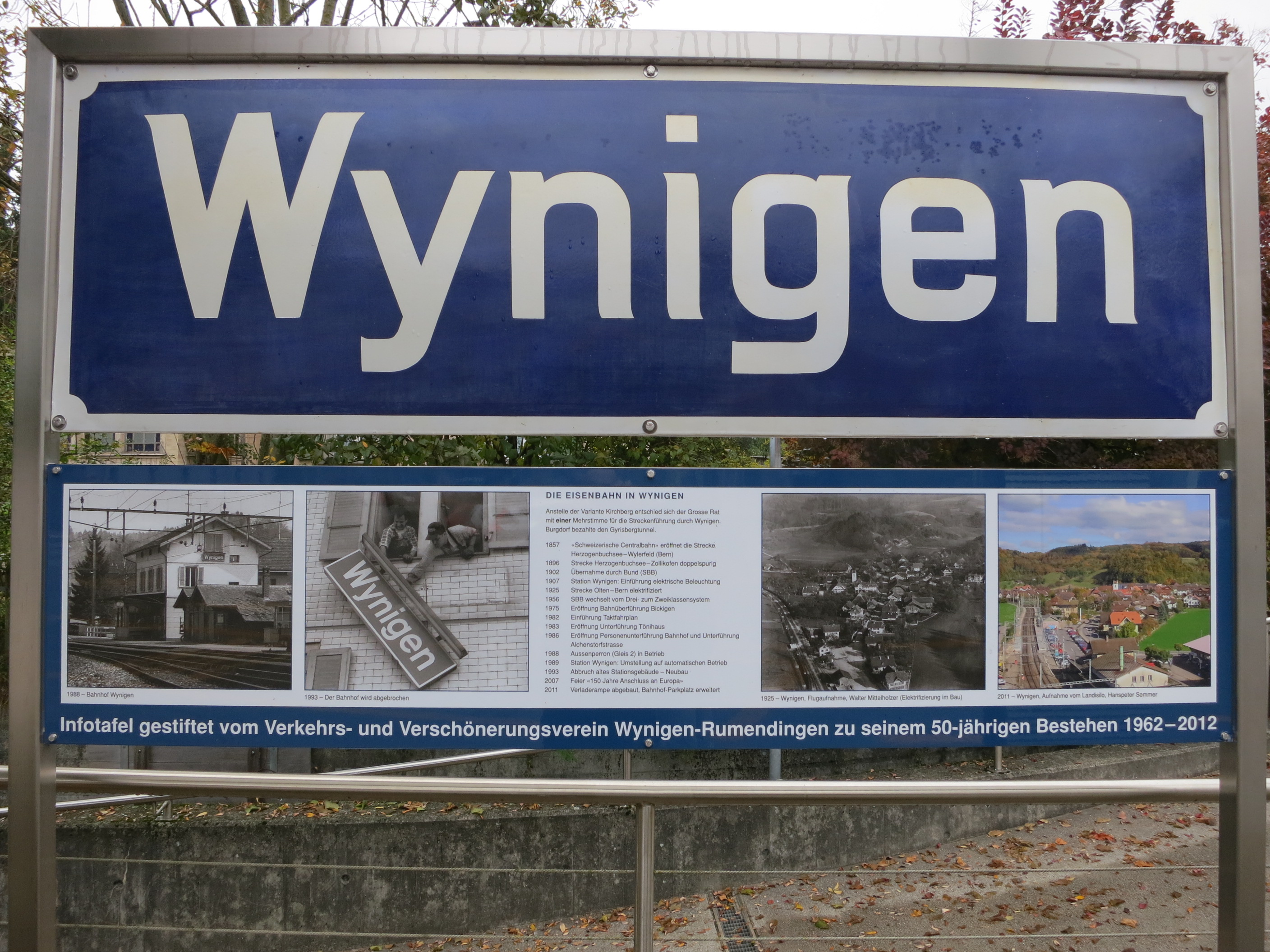
Fernverkehr-Bahnhof Wynigen

## Persönlichkeiten
- Jodokus Jost (1589–1657), Bauer und Chronist
- 1737 wanderten die Vorfahren von Chesley Sullenberger, 2009 weltbekannt geworden als der Pilot, der einen Airbus A320 erfolgreich auf dem Hudson River in New York notwasserte, aus Wynigen in die (heutigen) USA aus.[7]
- Ernst Wolf (1915–2007), Künstler